# Martin Trenneborg
Martin Trenneborg, född 1977, är en svensk dömd brottsling och tidigare läkare som i media fick namnet Bunkerläkaren.
År 2015 rövade han bort Isabel Eriksson, genom att droga henne med preparerade jordgubbar. Hans syfte var att låsa in henne för en lång tid framöver och tvinga henne att bli hans flickvän. Han hade byggt om en maskinhall på sin gård i Skåne så att den innehöll en lägenhet med rastgård där hon tvingades att bo. Han tog blodprover som han analyserade på sitt arbete för att se att hon var fullt frisk.
Efter en vecka åkte Trenneborg upp till hennes lägenhet för att hämta saker. Den hade då nytt lås och en lapp från polisen där det stod att hon var anmäld saknad och att polisen skulle kontaktas. När han kom tillbaks till Skåne lyckades hon övertala honom att ta henne till polisstationen i Stockholm, och han kunde gripas när poliserna fattade misstanke och lyckades få tala med henne i enrum där hon kunde berätta allt.
I februari 2016 dömdes han av tingsrätten till tio års fängelse för människorov. Domen överklagades till hovrätten som i april 2016 sänkte straffet från tio år till åtta år. Ett överklagande till Högsta domstolen avslogs och han blev villkorligt frigiven i januari 2021. Isabel Eriksson led fortfarande av posttraumatiskt stressyndrom 2024, närmare tio år efter händelserna.